# Відео Бенні
«Відео Бенні» — кримінальна драма від режисера Міхаеля Ганеке, який був нагороджений на Віденському кінофестивалі (1992) та отримав нагороду ФІПРЕССІ Європейського кінопризу (1993).

## Сюжет
Кімната підлітка Бенні обладнана як телестудія з відеокамерами, відеомагнітофонами, телевізором. Пристратю хлопця є перегляд фільмів, які він часто бере у прокат, а також зйомки власних відео. Бенні часто переглядає власну стрічку про забій свині на фермі, яку він також показує своїй випадковій знайомій дівчині-ровесниці. Крім документалки підліток демонструє і зброю з якої вбили порося, а потім з неї ж смертельно ранить нову приятельку. Прибравши сліди крові, Бенні йде на дискотеку з другом. А з поверненням батьків, демонструє їм відео вбивства. Тато та мама, збентежені майбутнім сина та власної кар'єри, вирішують позбутися трупа. Батько відправляє на тиждень сина та дружину на відпочинок у Хургаду.
Після повернення з Єгипту кімната Бенні, яка завжди була темною, освітлена денним світлом. Невдовзі хлопець розповідає слідчому про злочин і його батьки прямують у супроводі поліцейських.

## У ролях
| Актор           | Персонаж | Роль           |
| --------------- | -------- | -------------- |
| Арно Фріш       | Бенні    | підліток       |
| Ангела Вінклер  | Анна     | мати Бенні     |
| Ульріх Мюе      | Георг    | батько Бенні   |
| Інгрід Штасснер | Дівчина  | жертва         |
| Штефан Поласек  | Ріккі    | приятель Бенні |

## Створення фільму

### Виробництво
Зйомки фільму проходили в Віднь, Австрія та Хургаді, Єгипет.

### Знімальна група
- Кінорежисер — Міхаель Ганеке
- Сценарист — Міхаель Ганеке
- Кінопродюсери — Фейт Хейдушка, Бернард Ланг
- Кінооператор — Крістіан Бергер
- Кіномонтаж — Марі Хомолкова
- Художник-постановник — Крістоф Кантер
- Художник по костюмах — Еріка Навас[1].

## Сприйняття

### Критика
Стрічка отримала позитивні відгуки. На сайті Rotten Tomatoes оцінка фільму становить 64 % на основі 11 відгуків від критиків (середня оцінка 5,7/10) і 75 % від глядачів із середньою оцінкою 3,7/5 (4 450 голосів). Фільму зарахований «стиглий помідор» від кінокритиків та «попкорн» від глядачів, Internet Movie Database — 7,2/10 (10 132 голоси).

### Номінації та нагороди
| Нагороди та номінації фільму «Відео Бенні» | Нагороди та номінації фільму «Відео Бенні» | Нагороди та номінації фільму «Відео Бенні» | Нагороди та номінації фільму «Відео Бенні» | Нагороди та номінації фільму «Відео Бенні» | Нагороди та номінації фільму «Відео Бенні» |
| Рік                                        | Кінофестиваль/кінопремія                   | Категорія/нагорода                         | Номінант                                   | Результат                                  |                                            |
| ------------------------------------------ | ------------------------------------------ | ------------------------------------------ | ------------------------------------------ | ------------------------------------------ | ------------------------------------------ |
| 1992                                       | Міжнародний кінофестиваль у Чикаго         | Найкращий художній фільм                   | Міхаель Ганеке                             | Номінація                                  |                                            |
| 1992                                       | Віденський кінофестиваль                   | Найкращий художній фільм                   | Міхаель Ганеке                             | Перемога                                   |                                            |
| 1993                                       | Європейський кіноприз                      | Приз ФІПРЕССІ                              | Міхаель Ганеке                             | Перемога                                   |                                            |
| 1993                                       | Європейський кіноприз                      | Європейський фільм року                    | Фейт Хейдушка, Бернард Ланг                | Номінація                                  |                                            |